# فقمة فراء جنوب أستراليا
فقمة فراء جنوب أستراليا هي نوع من فقمات الفراء تعيش جنوب أستراليا ونيوزيلندا.